# 332-й окремий вертолітний полк (РФ)
332-й окремий гвардійський гелікоптерний полк — тактичне формування Армійської авіації Російської Федерації.
Умовне найменування — Військова частина № 12633 (в/ч 12633). Скорочене найменування — 332 гв. овп.
Формування знаходиться у складі 6-ї армії ВПС та ППО з пунктом постійної дислокації на аеродромах Пушкін та Прибилове.

## Історія
332-й окремий гвардійський гелікоптерний полк створений у травні 1961 року шляхом переформування 103-го гвардійського винищувального авіаційного полку, що базувався на аеродромі Прибилове в Ленінградській області. 332-й окремий гвардійський гелікоптерний полк успадкував гвардійське звання 103-го гв. ВАП.
У 1940 році було сформовано 158-й винищувальний авіаційний полк, який увійшов до складу змішаної авіаційної дивізії Ленінградського військового округу. У 1943 році наказом НКО за відвагу та мужність, виявлені в боях за Батьківщину, винищувальний авіаційний полк перетворено на 103-й гвардійський винищувальний авіаційний полк. У роки німецько-радянської війни за виявлені мужність та героїзм у боротьбі з німецько-фашистськими загарбниками 12 льотчиків полку були відзначені званням Героя Радянського Союзу.
У 1961 році полк переформований у 371-шу окрему гвардійську вертолітну транспортну ескадрилью, а пізніше ескадрилью розгорнуто в 332-й окремий гвардійський вертолітний полк. Особовий склад полку брав участь у стратегічних навчаннях, вертолітники воювали на війні в Афганістані та Чечні, були у відрядженнях в африканських та азійських країнах, брали участь у ліквідації аварії на Чорнобильській АЕС.
У вересні 2023 полку було присвоєно найменування «гвардійського».